# Madathisanotia
Madathisanotia là một chi bướm đêm thuộc họ Noctuidae.